# Waterloo (Contea di Jefferson, Wisconsin)
Waterloo è un comune degli Stati Uniti d'America, situato nello Stato del Wisconsin, nella contea di Jefferson.